# Ulomyia lativentris
Ulomyia lativentris és una espècie d'insecte dípter pertanyent a la família dels psicòdids que es troba a la regió paleàrtica.